# Kommunalvalen i Finland 1976
Kommunalval i Finland (dock inte Åland) hölls den 17 och 18 oktober 1976 för mandatperioden 1977-1980. Antalet röstberättigade var 3 414 769 och av dem deltog 2 683 199 eller 78,6 % i valet. Största parti blev socialdemokraterna, medan centern vann flest fullmäktigeplatser.
Kommunalvalen på Åland hade hållits 1975 och hölls nästa gång 1979.
Inget val hölls i kommunen Velkua då det fanns lika många godkända kandidater som valbara platser i fullmäktige, och samtliga kandidater utsågs till fullmäktigeledamöter utan omröstning genom så kallat sämjoval.

## Bakgrund
Valet förrättades i enlighet med den kommunala vallagen av år 1972 (361/72). Rätt att ställa upp i valet med kandidater hade dels Finlands registrerade partier samt valmansföreningar. Minst 10 röstberättigade i en kommun krävdes för att bilda en valmansförening.

## Valresultat
Nedanstående resultat ger en total sammanställning av valen i hela Finland. För resultatet i varje kommun för sig, se respektive kommunartikel.

| Parti eller valmansförening | Parti eller valmansförening                    | Röster             | Röster       | Röster | Röster | Mandatfördelning | Mandatfördelning |
| Parti eller valmansförening | Parti eller valmansförening                    | Antal              | Röstskillnad | %      | +− %   | Antal            | +−               |
| --------------------------- | ---------------------------------------------- | ------------------ | ------------ | ------ | ------ | ---------------- | ---------------- |
|                             | Finlands Socialdemokratiska Parti              | 665 632            | −10 755      | 24,9   | -2,2   | 2 735            | +202             |
|                             | Samlingspartiet                                | 561 121            | +109 637     | 21,0   | +2,9   | 2 047            | +544             |
|                             | Demokratiska förbundet för Finlands folk       | 494 920            | +57 790      | 18,5   | +1,0   | 2 050            | +359             |
|                             | Centern i Finland                              | 494 423            | +44 515      | 18,5   | +0,4   | 3 936            | +639             |
|                             | Liberala folkpartiet                           | 127 750            | −1 986       | 4,8    | -0,4   | 328              | +24              |
|                             | Svenska folkpartiet                            | 126 189            | −3 947       | 4,7    | -0,5   | 673              | +26              |
|                             | Finlands Kristliga Förbund                     | 85 792             | +35 915      | 3,2    | +1,2   | 322              | +188             |
|                             | Finlands landsbygdsparti                       | 56 091             | −68 970      | 2,1    | -2,9   | 245              | -401             |
|                             | Finlands konstitutionella folkparti            | 23 076             | Ny           | 0,9    | Ny     | 14               | Ny               |
|                             | Finlands folks enhetsparti                     | 12 816             | Ny           | 0,5    | Ny     | 58               | Ny               |
|                             | Privatföretagarnas Partiorganisation i Finland | 1 905              | −2 759       | 0,1    | -0,1   | 3                | +2               |
|                             | Socialistiska Arbetarpartiet                   | 1 901              | Ny           | 0,1    | Ny     | 2                | Ny               |
|                             | Övriga socialistiska valmansföreningar         | 146                | -469         | 0,0    | 0,0    | 1                | -8               |
|                             | Övriga icke-socialistiska valmansföreningar    | 8 759              | −8 159       | 0,3    | -0,4   | 46               | -46              |
|                             | Fristående valmansföreningar                   | 12 388             | +5 936       | 0,5    | +0,2   | 90               | -28              |
| Antal giltiga röster        | Antal giltiga röster                           | 2 672 909          | +180 940     | 100,0  |        | 12 550           | +1 545           |
| Ogiltiga röster             | Ogiltiga röster                                | 10 290             |              |        |        |                  |                  |
| Totalt                      | Totalt                                         | 2 683 199 (78,6 %) |              |        |        |                  |                  |